# Matorral espinoso del valle del Motagua
El matorral espinoso del valle del Motagua forma una ecorregión que pertenece al bioma de los desiertos y matorrales xerófilos, según la definición del Fondo Mundial para la Naturaleza. Se encuentra en el valle del río Motagua en el oriente de Guatemala, y cubre una área de 2330 km².
El valle del Motagua es una de las zonas más secas de América Central. Es rodeado de montañas, tales como la sierra de las Minas en el lado norte que alcanza 3000 m s. n. m., y la Sierra del Merendón en el sur que alcanza los 2000 m s. n. m. Tiene un clima cálido con temperaturas que llegan hasta los 41 °C, y recibe menos de 500 mm de precipitación por año. El clima xerófilo contrasta fuertemente con los bosques nubosos que se encuentran en la altura de las montañas cercanas que pueden recibir hasta 3000 mm de precipitación.
La vegetación se compone principalmente de especies espinosas, tales como cactus del género Opuntia, acacias y arbustos espinosos de la familia Fabaceae. En cambio, en los valones de ríos con aguas permanentes ocurren bosques de ribera de hoja perenne.
La ecorregión forma el hábitat natural para 75 especies de aves, incluyendo Columbidae, Tyrannidae, Icteridae y Fringillidae. Es el único lugar en América Central donde vive Momotus mexicanus.  Es también el único hábitat del  lagarto enchaquirado del valle del Motagua (Heloderma horridum charlesbogerti), una subespecie endémica en peligro crítico de extinción.  
La ecorregión no cuenta con áreas protegidas y se ve gravemente afectado por la expansión de la agricultura de riego, que es la principal causa de su destrucción.